# Víctima del deseo
Víctima del deseo (título original: Victim of Desire) es una película estadounidense de suspenso policíaca de 1995 dirigida por Jim Wynorski y protagonizada por Marc Singer, Shannon Tweed y Johnny Williams.

## Argumento
Un empresario rico, Leland Duvall, tiene una mujer atractiva, Carla Duvall. Está siendo investigado por la justicia, porque violentó en su codicia leyes respecto a productos que vendía causando así 105 muertes. Justo después fondos en valor de 70 millones de dólares han desaparecido. Tiene un socio, Richard Jordan. Está en parte involucrado en ello y está decidido por ello a no permitir que lo arrastre al abismo por lo que hizo. Por ello quiere actuar contra él y así salvarse. Tiene una amiga atractiva y leal, Linda Hammond, que quiere ayudarlo al respecto.
Un día Leland Duvall aparece asesinado y su cadáver es identificado por su mujer. Al mismo tiempo su socio ha desaparecido, por lo que su amiga está preocupada. El agente tributario Peter Starky es el encargado de investigar la desaparición del dinero. Para ello se asocia con el policía local Marv Riker. Mucho apunta a que el socio de Leland cometió el asesinato y el robo. Sin embargo también hay la posibilidad de que sea su mujer y que el socio solo haya huido de país para evadir responsabilidades por todo lo anteriormente ocurrido. 
El caso se complica entonces cuando el investigador se involucra sentimentalmente con la viuda de Leland, que se acerca a él, teniendo incluso relaciones íntimas con ella. Su socio sin embargo le hace consciente de que debe distanciarse para protegerse en el caso, cosa que no consigue del todo. 
Finalmente Peter descubre en sus pesquisas, que Leland podría estar vivo y que el asesinado podría ser en realidad su socio. Al enfrentarse a Carla, no teniendo debido cuidado al respecto por esa relación, él es apresado por ella y Leland. Resulta que Leland lo había asesinado y que lo había hecho parecer como si él fuese el asesinado para que pudiese más tarde escapar con los 70 millones que había robado y escapar así de la justicia con su mujer, cómplice de todo, para luego acabar por el camino con Linda por ser también una amenaza al tener que sospechar respecto a su desaparición, queriendo para ello matar a Peter e incriminarla al respecto. Para ello Carla se había acercado a Peter para hacer todo eso posible. 
Sin embargo, Riker recibe al mismo tiempo en la comisaría la autopsia final del cadáver. Descubre en su análisis, que el asesinado es el socio de Leland comprendiendo así al instante todo. Acude al lugar y, dándose cuenta de lo que ocurre, se enfrenta a ambos y libera a Peter, que puede huir, pero Carla lo puede asesinar con una pistola, mientras que Leland, armado con otra pistola, consigue acorralar a Peter para matarlo. Sin embargo Peter, con un truco, consigue armarse con su pistola y consigue así matarlo antes de que pueda matarlo él.  
Luego él se enfrenta otra vez a Carla sabiendo esta vez la verdad. Ella le ofrece el dinero robado para tapar su implicación en todo y además le ofrece la relación que tenía antes con ella, pero él se niega y quiere arrestarla. Entonces ella quiere matarlo en un desesperado intento de salvarse, pensando que puede para ello engañarlo otra vez con sus armas de mujer, pero él, previéndolo, la mata antes. 

## Reparto
| Actor                 | Personaje      |
| --------------------- | -------------- |
| Marc Singer           | Peter Starky   |
| Shannon Tweed         | Carla Duvall   |
| Johnny Williams       | Marv Riker     |
| Julie Strain          | Linda Hammond  |
| Wings Hauser          | Leland Duvall  |
| John Henry Richardson | Richard Jordan |
| Burton Gilliam        | Lynch          |

## Producción
Acogiéndose al tono de la película exitosa Instinto básico (1992) con la esperanza de tener éxito con ella, se hizo esta película de bajo presupuesto y se eligió para ello a Jim Wynorski, todo un experto de hacer películas así. Para el papel de femme fatale se escogió a Shannon Tweed, que ya había cogido renombre en películas de serie B.

## Recepción
La película contribuyó al éxito que Shannon Tweed tuvo en el cine de suspense erótico de serie B de los noventa aunque no pudo llegar a la popularidad de Sharon Stone, que tenía en esos momentos.
En el presente la producción cinematográfica ha sido valorada en portales cinematográficos. En IMDb, con 489 votos registrados por parte de los usuarios, la película obtiene una media ponderada de 3,9 sobre 10. En cuanto al periódico La Vanguardia los usuarios que dieron su opinión allí le dieron al filme una aprobación del 48%.